# Saxsjön
Saxsjön är en sjö i Åre kommun i Jämtland och ingår i Indalsälvens huvudavrinningsområde. Sjön har en area på 1,46 kvadratkilometer och ligger 560 meter över havet. Sjön avvattnas av vattendraget Saxån.

## Delavrinningsområde
Saxsjön ingår i det delavrinningsområde (705528-133063) som SMHI kallar för Utloppet av Saxsjön. Medelhöjden är 594 meter över havet och ytan är 6,18 kvadratkilometer. Räknas de 4 avrinningsområdena uppströms in blir den ackumulerade arean 25,69 kvadratkilometer. Saxån som avvattnar avrinningsområdet har biflödesordning 4, vilket innebär att vattnet flödar genom totalt 4 vattendrag innan det når havet efter 366 kilometer. Avrinningsområdet består mestadels av skog (43 procent) och sankmarker (22 procent). Avrinningsområdet har 1,46 kvadratkilometer vattenytor vilket ger det en sjöprocent på 23,6 procent.